# Säve socken
Säve socken i Bohuslän ingick i Västra Hisings härad, uppgick 1967 i Göteborgs stad och området ingår sedan 1971 i Göteborgs kommun och motsvarar från 2016 Säve distrikt.
Socknens areal var den 1 januari 1952 51,58 kvadratkilometer varav 49,53 land, med 68 1/4 mantal år 1913. År 2000 fanns här 11 966 invånare. (1 598 invånare 1913)   En del av tätorten Göteborg, tätorten Mysterna och tätorten Säve med sockenkyrkan Säve kyrka ligger i socknen.

## Administrativ historik
Säve socken har medeltida ursprung.
Vid kommunreformen 1862 övergick socknens ansvar för de kyrkliga frågorna till Säve församling och för de borgerliga frågorna bildades Säve landskommun. Landskommunen uppgick 1967 i Göteborgs stad som 1971 ombildades till Göteborgs kommun. Församlingen uppgick 2010 i Tuve-Säve församling och en mindre del till Backa församling.
Den 1 januari 1949 (enligt beslut den 16 januari 1948) överfördes från Säve socken till Göteborgs stad och Backa församling ett område av fastigheterna Tagene Norgård 3:3 och 3:7-3:9, med 5 invånare och omfattande 0,19 km², varav 0,16 km² land.
1 januari 2016 inrättades distriktet Säve, med samma omfattning som församlingen hade 1999/2000.
Socknen har tillhört län, fögderier, tingslag och domsagor enligt vad som beskrivs i artikeln Västra Hisings härad. De indelta båtsmännen tillhörde 2:a Bohusläns båtsmanskompani.

## Geografi och natur
Säve socken ligger norr om Göteborg på norra Hisingen kring Kvillebäcken och med Nordre älv i nordväst och Göta älv i öster. Socknen odlingsbygd vid älvarna och i ådalarna med bergsbackar i väster och viss skog i öster.
Socknens enda naturreservat Göta och Nordre älvs dalgångar som delas med Rödbo socken i Göteborgs kommun och Harestads och Ytterby socknar i Kungälvs kommun ingår i EU-nätverket Natura 2000.
På Bärbyhöjden låg Västra Hisings härads tingsställe Bärby med gästgiveri.
Hösten 2010 invigdes Sveriges längsta anlagda ridled genom Säve, av Göteborgs kommun. Den går från Askesby i väster till Gunnesby i norr.

### Jordbruk och geologi

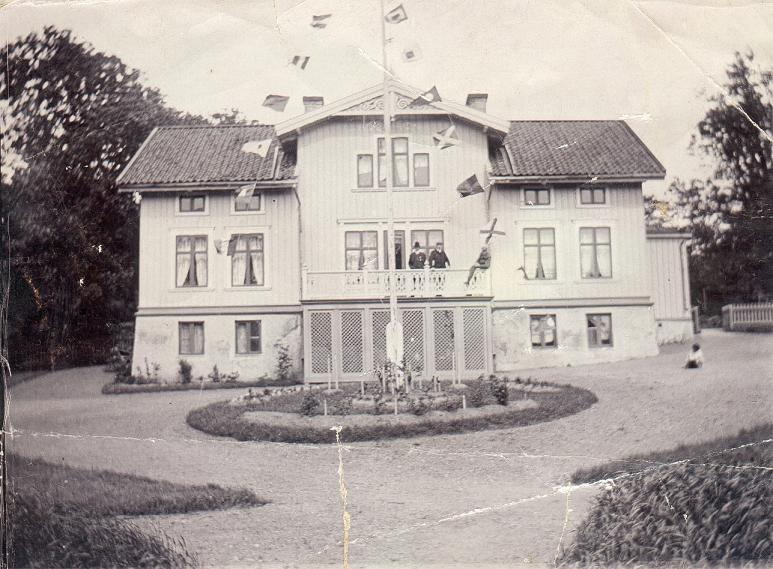
Hökälla säteri 1915.

I Säve har jordbruket varit den dominerande näringen sedan urminnes tider. Många av markerna är helt oskiftade, och har brukats oavbrutet sedan järnåldern. Än idag är det en typisk jordbruksbygd, om än med vissa förortsinslag. Till exempel är det inte ovanligt att hitta beteshagar inpå bebyggelsen i själva samhället.
Potatisodlandet har länge varit en viktig näring. Under 1800- och tidigt 1900-tal fick man snabbt avsättning för sin skörd, tack vare att avståndet till Göteborg är så kort. Många av de äldsta gårdarna har jordkällare, vilket många gånger var en förutsättning för att kunna lagra potatis. Hade man en jordkällare kunde man också få bo kvar vid skiftningarna, när andra gårdar revs.
Idag dominerar hästhållningen, både för privat och kommersiellt bruk.

Jordarna är lerjordar av moräntyp, typiska för Hisingen, och som lämpar sig för allehanda beten och vallodlingar. Men här finns även hagar med unik natur, som endast lämpar sig för naturbete åt kor och hästar. En del områden är utsedda till Natura 2000-områden av Naturvårdsverket och EU.
Bland hagar och åkrar finns det en hel del kala klippor, typiskt för Bohuslän. Bergarterna är också typiskt bohuslänska, det vill säga främst gnejs och granit. I Säves östra delar, mot Kärra till, går ett stråk med röd granit, s.k. ögongranit, som är svagt radioaktivt. I väster är det mest gråa bergarter.[källa behövs]
Sätesgårdar var Klarebergs herrgård och Hökälla säteri. Manbyggnaden till den senare som låg invid nuvarande Hökällans väg revs 1933 för att ge plats åt Lillhagens sjukhus.

## Fornlämningar
Över 50 boplatser, en dös och fyra hällkistor från stenåldern är funna. Från bronsåldern finns gravrösen, skålgropsförekomster och skärvstenshögar. Från järnåldern finns 27 gravfält och fyra fornborgar, varav två märkliga vid Djupedal.
I Säve socken intill Nordre älv ligger borgruinen Ragnhildsholmen (Nyklaborg).
De mest kända fornlämningarna är[källa behövs]:
- Drottning Hackas grav
- Kung Borres grav, har givit namn åt Kung Borres väg, i östra Säve.
- Stenkammarsgraven i Djupedal
- St Görans grav i Larsered
- Skändla Rös

## Befolkningsutveckling
Befolkningen ökade från 1 509 1810 till 2 041 1850 varefter den minskade till 1 661 1920 då den var som minst under 1900-talet. Därpå vände folkmängden uppåt till 10 006 1990.

## Namnet
Namnet skrevs 1354 Siaffuar och kommer från kyrkbyn. Namnet innehåller Siaffuar som är genitiv av 'sjö'. Betydelsen är alltså Sjösocknen som kan syftat på ett sankt område vid kyrkan.
Alternativt kommer namnet Säve av den äldre namnformen sæva och sæver med betydelsen lugn, stilla (jämför; sävlig), se exempelvis Säveån.